# ارتوفتو

نگاشت ارتوگرافیک، مناظر را با زاویه قائم روی صفحه داده تصویر می‌کند. داده پروژه می‌دهند. نگاشت پرسپکتیو سطح را از مکانی ثابت روی صفحه داده تصویر می‌کنند

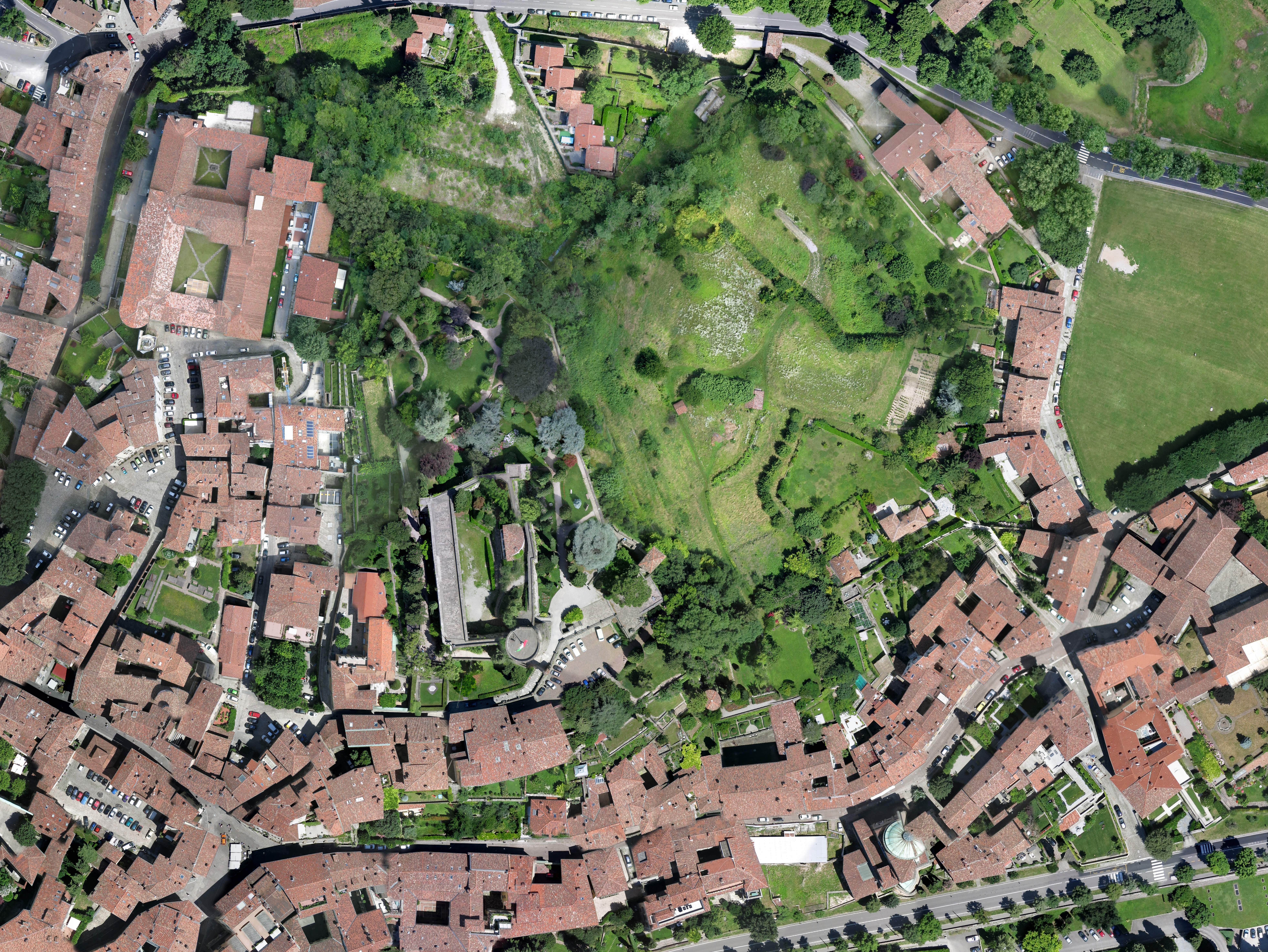
فتوگرامتری هوایی، ارتوفتو از هواپیماهای بدون سرنشین، سیتا آلتا، برگامو، ایتالیا.

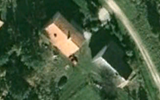
این عکس به خوبی در مدل ارتفاعی تصویر شده است، اما در مقیاس ساختمان، یک شیب کوچکی قابل توجه است. این یک ارتوفتو است، اما ارتوفتو حقیقی نیست (تمام عوارض عمودی مجدداً تصویربرداری نمی‌شوند).

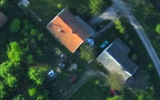
این عکس از چندین عکس پهپادی که با هم همپوشانی دارند بدست آمده است و هرگونه شیب باقیمانده ساختمانها، در آن از بین رفته‌اند. این یک ارتوفتو حقیقی است.

تصویر قائم شده، ارتوفتو یا ارتوفتوگراف یک عکس هوایی یا تصویر ماهواره‌ای است که تصحیح هندسی ("ترمیم") روی آن طوری انجام گرفته است که مقیاس آن یکنواخت است: عکس یا تصویر، سیستم تصویر معینی دارد. بر خلاف عکس هوایی اصلاح نشده، ارتوفتو می‌تواند جهت اندازه‌گیری فواصل واقعی مورد استفاده قرار گیرد؛ زیرا ارتوفتو بازنمایی دقیقی از سطح زمین است که خطای جابه‌جایی ارتفاعی، خطای اعوجاج عدسی و خطای شیب دوربین، در آن سرشکن شده است.
ارتوفتوگراف‌ها معمولاً در سیستم‌های اطلاعات جغرافیایی (GIS) به عنوان یک تصویر زمینه «نقشه دقیق» استفاده می‌شوند. تصویر ترمیم هندسی شده، با ترمیم «ورق لاستیکی» متفاوت است؛ زیرا دومی ممکن است با دقت تعدادی از نقاط را روی هر تصویر معین کند، اما ناحیه بین نقاط را دچار «کشیدگی» کند و لذا مقیاس در سرتاسر تصویر، یکنواخت باقی نماد. برای ایجاد ارتوفتو دقیق به مدل ارتفاعی رقومی (DEM) نیاز است زیرا اعوجاجاتی که به دلیل متفاوت بودن فاصله دوربین/سنسور از نقاط مختلف زمین پدید آمده‌اند، بایستی اصلاح شوند. تصویر ارتو و تصویر «ورق لاستیکی» هر دو می‌توانند «زمین مرجع» شوند، اما دقت کلی ترمیم، متفاوت خواهد بود. نرم‌افزار می‌تواند ارتوفتو را نمایش دهد و به اپراتور اجازه دهد که آن را رقومی‌سازی کند و خطوط، متن، گزارمان یا نمادهای جغرافیایی (مانند بیمارستان‌ها، مدارس و ایستگاه‌های آتش‌نشانی) را به آن اضافه کند. برخی از نرم‌افزارها می‌توانند ارتوفتو را پردازش کرده و به‌طور خودکار خطوط را تولید کنند.
به لحاظ تاریخی تولید ارتوفتو با استفاده از دستگاه‌های مکانیکی صورت می‌گرفت.

## ارتوفتومپ

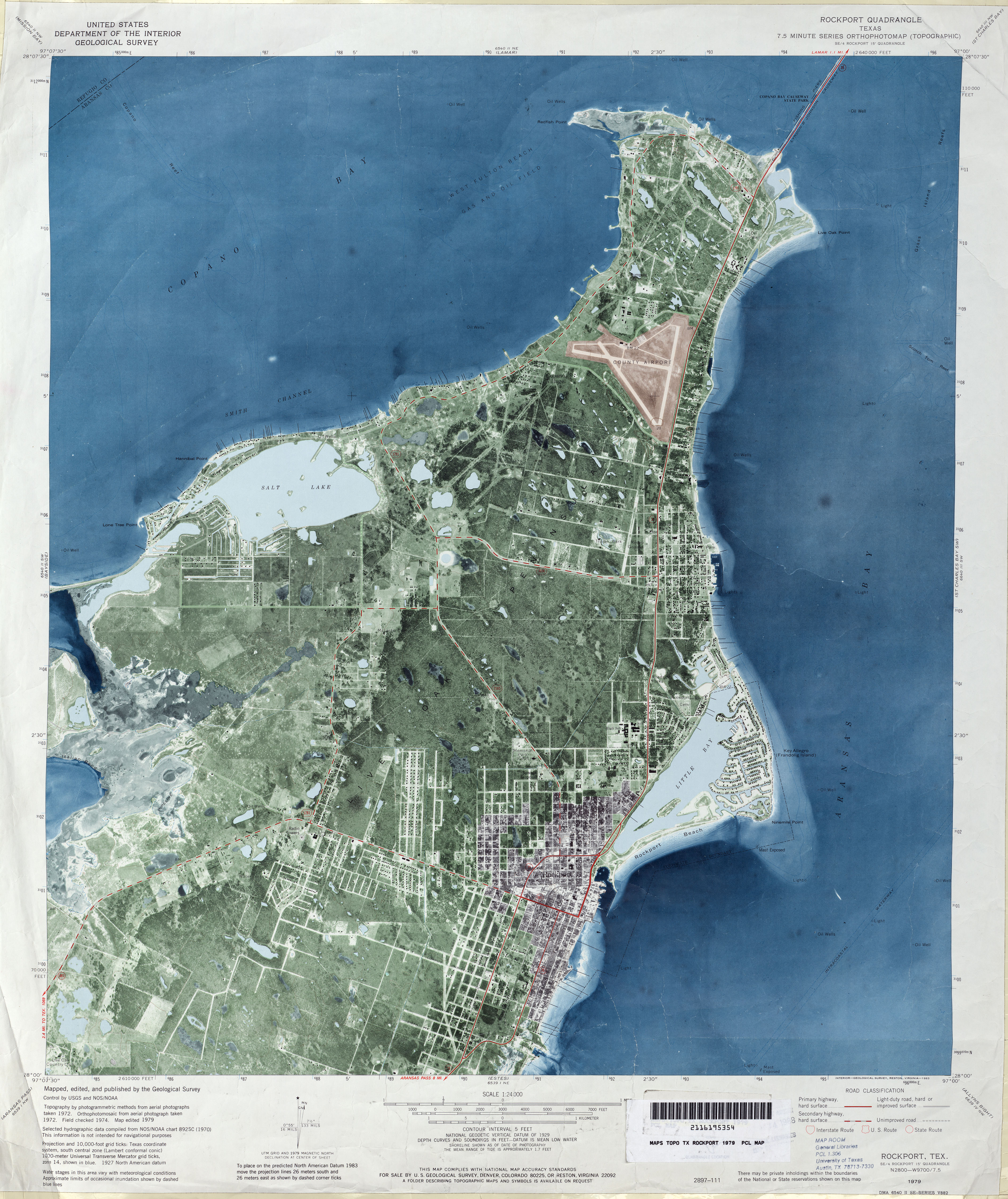
ارتوفتومپ راکپورت، تگزاس. ارتوفتومپ شامل جاده‌های اضافی، ارتفاع زمین و لایه‌های ژرفاسنجیاست.

ارتوفتوموزاییک تصویری رستر است که از ادغام ارتوفتوها بدست می‌آید- عکس‌های هوایی یا ماهواره ای که خطای پرسپکتیو آنان تصحیح شده است و لذا به نظر می‌رسد که به صورت عمود و از فاصله ای نامتناهی اخذ شده‌اند. تصاویر گوگل ارت از این نوع هستند.
سند (دیجیتال یا کاغذی) نمایشگر ارتوفتوموزاییک با اطلاعات حاشیه اضافی مانند عنوان، جهت شمال، نوار مقیاس و اطلاعات کارتوگرافی، ارتوفتومپ یا نقشه‌ی تصویری نامیده می‌شود. غالباً این نقشه‌ها روی ارتوفتوموزاییک، لایه‌های اضافی نقطه‌ای، خطی یا چند ضلعی دارند (همانند نقشه سنتی). سند مشابهی که اغلب برای مدیریت بحران مورد استفاده قرار می‌گیرد، spatiomap نام دارد.